# أحمد شاه (لاعب كريكت)
أحمد شاه (20 أكتوبر 1983 بولاية بكتيكا في أفغانستان - ) هو لاعب كريكت أفغاني. شارك مع منتخب أفغانستان للكريكت.

## وصلات خارجية
- أحمد السید على موقع إي آس بي آن كريك إنفو (الإنجليزية)